# Bingo FM
Bingo FM is een publieke radiozender voor de stad en regio Utrecht. De zender is een initiatief van de publieke omroep RTV Utrecht. In het verleden werd samengewerkt met Omroep Amersfoort.
De zender draait uitsluitend Nederlandstalige muziek, afgewisseld met nieuws en informatie uit de stad. Op zondag wordt er gepresenteerd door diverse diskjockeys en presentatoren.
Bingo FM is een vervolg op Stads Radio Utrecht, sinds een formulewijziging in 2005.